# Georg Schimanski
Georg Schimanski (* 13. Oktober 1919 in Allenstein, Ostpreußen; † 23. März 1992) war ein deutscher Kameramann, der hauptsächlich für das Institut für Film und Bild in Wissenschaft und Unterricht arbeitete. Seine Filme wurden unter anderem durch US-amerikanische Unternehmen und die Encyclopædia Britannica verliehen.

## Leben
Georg Schimanski wurde als zweites Kind von Maria und August Schimanski am 13. Oktober 1919 in Allenstein in Ostpreußen geboren. Er wuchs mit einer älteren Schwester und drei jüngeren Brüdern auf. 1924 zog die Familie nach Königsberg. Dort ging er zur Schule und begann 1936, gegen den Willen seiner Eltern, die ihn lieber als katholischen Priester sehen wollten, eine kaufmännische Lehre bei „Schilling“, einem Spezialgeschäft für Photographie. Während seiner Ausbildung wollte es der Zufall, dass er wieder mit Heinz Sielmann zusammentraf, beide kannten sich seit der Schulzeit. Sielmann drehte gerade seinen ersten Film Vögel über Haff und Wiesen, 1938 erschienen, und Schimanski hatte ihm dabei assistiert. Ab dieser Zeit sollten Schimanski und Sielmann „zehn lange Jahre, überreich an Arbeit, Erlebnissen und schönen Erfolgen“ zusammenarbeiten.
1939 wurde er zum Militärdienst einberufen und 1944 verwundet von der roten Armee in Kriegsgefangenschaft genommen. Im Sommer 1945 wurde er wieder freigelassen. Am 27. April 1946 heiratete er Rosemarie Schwede. Kurze Zeit darauf traf er erneut Heinz Sielmann und arbeitete bis 1960 als leitender Kameramann an vielen Naturfilmen für die FWU, dem Institut für Film und Bild in Wissenschaft und Unterricht, mit.
1960 wurde er selbstständig und arbeitete als Produzent, Kameramann und Autor. 1965 hatte er sein eigenes Studio. Im Laufe der Jahre spezialisierte er sich mehr und mehr auf die Micro-, Macro- und Zeitlupenfotografie. In seinem kleinen Studio machte er beinahe alles selbst, das Filmskript, die Kamera, die Tonaufnahme, das Redigieren, Text und Synchronisation. Oft brach er in neue Gefilde auf, um einen Film zu machen, z. B. in die Mikrokinematografie. Alle seine Filme entstanden auf ARRI-Kameras in 35 mm, so auch seine mikrokinematografischen Aufnahmen. Schimanski arbeitete aber auch mit einer sehr alten Askania. Askania, die zwar auch Filmkameras bauten, hatten sich eigentlich mehr auf die Produktion von Mikroskopen spezialisiert; so bauten sie für Schimanski eine Kombination aus Beidem: Eine umgerüstete Filmkamera, die durch ein Mikroskop filmen konnte. Schimanskis Weg zur Mikrokinematografie war somit frei. Er lieferte seit dem Krieg zahlreiche so noch nie gesehene Filmdokumente von Zellteilungen oder Mikroorganismen. Zunächst filmte er in schwarzweiß, wandte sich in den 1950ern aber bald dem Farbfilm zu.
Im September 1987 starb unerwartet seine Frau. Er konnte den Schock des Todes nicht recht überwinden, da sie ihm auch seine Arbeit über die ganzen Jahre ermöglicht hatte. Mit der Hilfe seiner Tochter Swetlana machte er bis 1991 drei weitere Filme und verstarb am 23. März 1992.

## Filmografie
D = Drehbuch;  K = Kamera; KA = Kamera-Assistenz; P = Produzent; R = Regie; S = Schnitt
- 1991: Hefen und Schimmelpilze (R)
- 1990: Konzert am Tümpel (Neufassung) (P, K, R)
- 1985–1987: Amöben mit sozialen Ambitionen (R)
- 1983: Von der Blüte zur Frucht (D, K, R, S)
- 1983: Samenverbreitung (P, K, R)
- 1980/1981: Tänzer im Wassertropfen (D, P, R)
- 1976: Ein Baum (K, R)
- 1967/1968: Die Amsel (R)
- 1965: Vögel im Winter (P, R)
- 195?: Auf amerikanischen Straßen (S)
- 1956: Wiesensommer (KA)
- 1952: Am Froschtümpel (S)
- 1950/1951: Am Fuchsbau (S)
- 1950/1951: Raubvögel der Heimat (KA)
- 1949–1951: Wasserwild auf dem Frühjahrszug (KA)

## Auszeichnungen
- 1982: Filmband in Silber für Tänzer im Wassertropfen (Kategorie: Kurzfilme)